# Floreal Samitier Arroyos
Floreal Samitier Arroyos (Zuera, Zaragoza, 1934 - Francia, 25 de septiembre de 2012) fue un sindicalista español.

## Biografía
Hijo de Tomás Samitier Uruén (Riglos (Huesca), 1900) y Teresa Arroyos de la Torre. De origen altoaragonés por parte paterna, su padre era un trabajador ferroviario destinado en el Barrio del Portazgo, también conocido como el Barrio de la Estación de Zuera, barrio en el que nació Floreal. Su dura infancia, criado en una minúscula casilla de ferroviarios, se vio truncada dramáticamente por la sublevación militar y la guerra civil. Su padre Tomás, destacado militante anarquista de la CNT y la FAI zufariense organizó la resistencia en el Portazgo, pero ante la superioridad de los sublevados se evadió precipitadamente a la zona republicana. Teresa, la madre, se refugió en Riglos, donde fue detenida y encarcelada en Jaca donde pasó parte de la guerra hasta ser liberada. Sin sus padres, fue recogido por su abuela materna, Dolores de la Torre García, hasta que esta fue fusilada en Villanueva de Gállego (Zaragoza) el 7 de abril de 1937 a la edad de 63 años. No fue la única víctima del fascismo en su familia, dos tíos paternos ya habían sido fusilados, en Huesca, Pedro Samitier Uruén el 5 de septiembre de 1936 con 24 años de edad y en Zaragoza lo fue Maximiliana Samitier Uruén el 23 de diciembre de 1936, ambos militaban en la CNT oscense.
Acabada la guerra, sus padres, lograrían refugiarse en Francia, mientras Floreal era internado en un colegio orfanato de Zaragoza regentado por monjas. Catorce años después, tras pasar toda clase de calamidades, hambre y desprecios como hijo de rojo que era, logró pasar la frontera y reencontrarse con sus padres en Francia. Asentado en Toulouse, se integró en el Movimiento Libertario en el Exilio del que no dejó de formar parte hasta su fallecimiento. Como militante anarquista y confederal fue asiduo en ocupar cargos de responsabilidad, formar parte de delegaciones y destacar como reconocido orador. Secretario de Organización de FIJL nombrado en el XI Pleno del exilio (noviembre de 1957), secretario de Organización del SI en 1965-1967 y de Administración en 1969-1971, secretario de la regional del exterior en 1991 y de nuevo a comienzos de siglo hasta 2012. Delegado a los Congresos de Montpellier (1965) y Marsella (1975) y por la CNT del exilio al Congreso AIT de 1967 y al Pleno Nacional de Regionales de Madrid de 1980. Mítines y conferencias en Burdeos (1971), Toulouse (varios en 1971, 1973, 1976), Marsella (1971, 1974 y 1975), Oviedo (1978), Montpellier (1980), París (1981), León (1991), Madrid (25-2-1994, conferencia en el Ateneo sobre la Montseny), Huesca (1999, Congreso sobre el exilio), Badalona (2001, en la inauguración de la Fundación Federica Montseny). Colaboraciones en Cenit (al menos hasta 2000), cnt, Espoir (1968), Solidaridad Obrera, Tierra y Libertad.
Junto a José Luis García Rúa, es autor del libro, Siempre volviendo a empezar. La CNT dentro y fuera de España 1939-2009, editado en enero de 2011.